# Guerras bizantino-georgianas
As guerras bizantino-georgianas (em georgiano: ბიზანტიურ-ქართული ომები) foram uma série de conflitos travados durante o século XI focados principalmente em diversos distritos estratégicos das terras fronteiriças do Império Bizantino na Geórgia e na Armênia. A maior parte destas terras foram concedidas pelo imperador Basílio II (r. 976–1025) ao curopalata georgiano Davi III de Tao (r. 966–1000) como recompensa por sua ajuda crucial na luta contra o general rebelde Bardas Esclero (978–979). Porém, Davi apoiou outra revolta de nobres fracassada, desta vez liderada por Bardas Focas, no final da década de 980. Como resultado, acabou forçado a tornar Basílio o herdeiro de seu principado. Este acordo destruiu um outro, anterior, pelo qual Davi havia feito seu filho adotivo, Pancrácio (r. 960–1014), seu herdeiro. Quando Davi morreu no início de 1000, Basílio anexou sua herança – Tao, Teodosiópolis (moderna Erzurum), Bassiana e a região do lago de Vã com a cidade de Manzicerta – ao seu império. No ano seguinte, o príncipe georgiano Gurgenes, pai natural de Pancrácio, tentou tomar à força a herança de Davi, mas foi impedido pelo general bizantino Nicéforo Urano, duque de Antioquia. Apesar desses revezes, Pancrácio conseguiu tornar-se o primeiro rei da Geórgia unificada em 1008. Ele morreu em 1014 e seu filho, Jorge I (r. 1014–1027), herdou a antiga reivindicação aos territórios em Tao que estavam nas mãos bizantinas.

## Campanhas georgianas de Basílio
Jorge I invadiu e ocupou Tao e Bassiana em 1014. Basílio, envolvido em sua campanha contra os búlgaros, enviou um exército para expulsar os georgianos. Este exército foi decisivamente vencido, mas a marinha bizantina ocupou os portos cazares na retaguarda georgiana, ou seja, a região para o noroeste do Reino da Geórgia. Quando a anexação da Bulgária se completou, em 1018, começaram os preparativos para uma campanha de grande escala, começando com a fortificação de Teodosiópolis. No outono de 1021, Basílio, com um grande exército reforçado pela Guarda Varegue, atacou os georgianos e seus aliados armênios, reconquistando Bassiana e seguindo adiante além das fronteiras de Tao para o coração da Geórgia. O rei Jorge I incendiou a cidade de Oltissi (atual Oltu) para entregá-la aos bizantinos e recuou para Cola. Uma sangrenta batalha foi travada perto da vila de Xirimni no lago Palacásio (moderno lago Chelder, Turquia) em 11 de setembro. O imperador conseguiu uma custosa vitória e forçou Jorge I a recuar para o norte em direção às suas próprias terras. Saqueando tudo em seu caminho, Basílio recuou para invernar em Trebizonda. Diversas tentativas de negociar uma solução para o conflito fracassaram, mas Jorge, neste ínterim, recebeu reforços dos caquécios e se aliou com os rebeldes bizantinos Nicéforo Focas e Nicéforo Xífias, que se rebelaram sem sucesso na retaguarda do imperador. Em dezembro, o aliado de Jorge, o rei armênio Senequerim-João de Vaspuracânia (r. 1003–1021), sob ataque dos turcos seljúcidas, entregou seu reino aos bizantinos em troca de proteção. Na primavera de 1022, Basílio lançou uma ofensiva final e conquistou uma decisiva vitória sobre os georgianos na Batalha de Esvindax. Ameaçado por terra e mar, Jorge I entregou Tao, Bassiana, Cola, Atona e Javaquécia, deixando ainda seu filho Pancrácio como refém com Basílio.

## Guerras civis georgianas

Mapa do Império Bizantino em 1045. As novas províncias georgianas estão à direita (Tema da Ibéria e Tema de Teodosiópolis)

Com a morte de seu pai, Pancrácio voltou para casa e foi coroado rei Pancrácio IV em 1027. Porém, uma poderosa facção de nobres georgianos, liderada pelo primo distante de Pancrácio, Demétrio, filho de Simbácio III (r. 993–1011), recusou-se a reconhecer sua suserania e convidou um exército bizantino em 1028. Os invasores atravessaram as terras fronteiriças e atacaram Cledecari, uma importante fortaleza na província de Trialécia, mas não conseguiu capturá-la e teve que recuar para Xavexécia. O bispo local Saba de Tbeti organizou uma vitoriosa defesa da área e forçou os bizantinos a mudarem de tática. O imperador bizantino Constantino VIII enviou em seguida Demétrio, um príncipe georgiano exilado considerado por muitos como o herdeiro legítimo do trono, para tomar a coroa à força, o que deu início a uma nova onde de revoltas contra Pancrácio e sua regente, a rainha mãe Maria de Vaspuracânia. No final do 1028, Constantino morreu e o novo imperador, Romano III Argiro reconvocou seu exército da Geórgia. A rainha Maria visitou Constantinopla em 1029/30 e negociou um tratado entre os dois países.
No início da década de 1040, irrompeu uma nova revolta contra Pancrácio IV. Os rebeldes, liderados desta vez por Liparites IV, duque de Cldecari, pediu ajuda aos bizantinos e tentou colocar o príncipe Demétrio no trono. Apesar disso e a despeito de sua tentativa de tomar a fortaleza de Ateni ter terminado em derrota, Liparites e os bizantinos conseguiram uma importante vitória na Batalha de Sasireti em 1042, forçando Pancrácio a se refugiar nas terras altas da Geórgia ocidental. Logo em seguida, Pancrácio seguiu para Constantinopla e, depois de três anos de negociações, conseguiu ser reconhecido na corte. De volta para a Geórgia, em 1051, conseguiu expulsar Liparites. Este foi o último conflito entre georgianos e bizantinos.

## Consequências
Apesar das perdas territoriais para Basílio II, os reis georgianos conseguiram manter sua independência e sua integridade territorial. Muitos dos territórios cedidos para o império foram conquistados depois pelos turcos seljúcidas nas décadas de 1070 e 1080, mas foram reconquistadas pelo rei Davi IV. As relações entre as duas monarquias cristãs foram depois disso muito pacíficas, com exceção de um episódio em 1204, quando Tamara, a Grande, aproveitou-se da conquista de Constantinopla pela Quarta Cruzada e invadiu as províncias imperiais na região do Mar Negro com a ajuda dos príncipes Comnenos para fundar o Império de Trebizonda.